# 歐舒丹
歐舒丹（法語：L'Occitane），全稱（風格化為L'OCCITANE EN PROVENCE，法語發音：[lɔk.si.tan ɑ̃ pʁɔ.vɑ̃s]，意即「普羅旺斯的歐舒丹」），是一家專門製造及販售個人護理產品及家居產品的國際零售企業，主要生產基地設於法國馬諾斯克。
公司名字在法語中的意思是「女奥克人」。歐舒丹希望「透過提供獨特的個人護理及家居產品，成為提倡地中海式舒適安康感覺的國際模範」，並以「舒適愉悅」、「真實純淨」及「關懷尊重」等為企業理念。2010年5月7日，歐舒丹在香港聯合交易所主板掛牌上市，成為首家在港上市的法國企業。

## 發展沿革
公司名字取自奧克西塔尼亞，一個歷史上以奧克語為主要語言的南歐地區，涵蓋法國南部、西班牙東北部及意大利西北部。歐舒丹的根據地普羅旺斯即位於此地區內。
普羅旺斯的農民多有從植物提取成份的傳統，歐舒丹的創辦人奧利維耶·博桑（Olivier Baussan）出生於普羅旺斯，從小就受到家鄉的這個傳統所吸引，他希望建立一家保留並弘揚普羅旺斯傳統的公司。經過多年學習和實踐，1976年他23歲的時候買入了一台蒸餾機，開始從當地的野生迷迭香提煉精華油，然後在普羅旺斯的露天市場裡擺賣，大受歡迎。1978年，歐舒丹第一家零售店於馬諾斯克附近的小鎮沃尔克斯開業。其後，博桑在馬諾斯克發現一家已停業的肥皂廠，他收購了工廠，並以傳統方法製作及生產植物油肥皂。
1990年代初，博桑為籌集擴充業務的資金，將持有的大部份公司權益轉售予一家創業投資公司，但由於彼此的管理方針分歧太大，博桑因此無法參與公司的日常營運和決策。1994年，奧地利商人赖诺尔德·盖格尔（Reinold Geiger）購入集團33%的權益，並在多次增持股權後於1996年成為公司最大股東。盖格尔上任公司主席後，首先邀請博桑重返歐舒丹，擔任創作顧問及首席產品開發顧問；另外又調整公司的市場策略，帶領歐舒丹邁向國際。1990年代後期，公司將品牌名稱改為，以強調公司源自普羅旺斯。
2001年4月20日，另一家法國個人護理產品公司克蘭詩透過認購歐舒丹約5.18%股份及11,433,750歐元可換股債券，成為公司的金融投資者。2005年2月22日，克蘭詩再認購16,525,580歐元可換股債券。該批可換股債券其後被轉換為股份，使克蘭詩持有歐舒丹23.33%股權。2007年5月，管理層進行槓桿收購以重組股權架構。完成後，公司主席赖诺尔德·盖格尔的股權由31.9%增加至48.7%，而克蘭詩的股權則被攤薄至10.0%。
歐舒丹在全球70個國家有銷售點，分佈於歐洲、亞洲、北美、南美及大洋洲，產品銷往超過80個國家。根據公司2018年度中期報告資料，全球共有3,104間零售點及1,519間直營店，當中，美國有205間、中國大陸197間、日本141間、巴西122間、俄羅斯103間、法國82間、英國76間、台灣54間、香港35間。全部分店均以統一的設計裝潢。2016/17年財政年度的銷售總額為13.232億歐元。

### 上市
歐舒丹本來計劃於2008年上市，但因當時的全球金融危機而推遲。2010年3月，歐舒丹集資規模4至6億美元的首次公開募股申請獲香港聯合交易所上市委員會正式批准，並由里昂證券、匯豐及瑞銀負責包銷。歐舒丹表示集資所得款項的三分之二將用於增設分店。中國投資有限責任公司是歐舒丹的基礎投資者，共投資了5千萬美元（相等於全部可供認購股份的1.9%）。歐舒丹公司股份中的75%將由L'Occitane Groupe SA持有，由盖格尔、克蘭詩及其他股東所持有的公司股份屬間接持有。集團計劃以所得資金增設650家分店。
2017年5月，歐舒丹收購美國化妝品牌LimeLight USA的40%股權，並與LimeLight USA成立合資公司，公司持有合營公司60%股權。
2019年1月11日歐舒丹與賣方Steiner Leisure及Nemo UK簽訂購買協議，擬斥資最多9億美元（70.2億港元），收購Elemis USA 100%股權，及收購Elemis Limited 100%股權的方式購買英國高級水療及護膚品牌「ELEMIS」。
2024年9月13日，欧舒丹停止在港交所的股票交易，将于10月16日撤回香港上市地位，以实现私有化。

## 產品

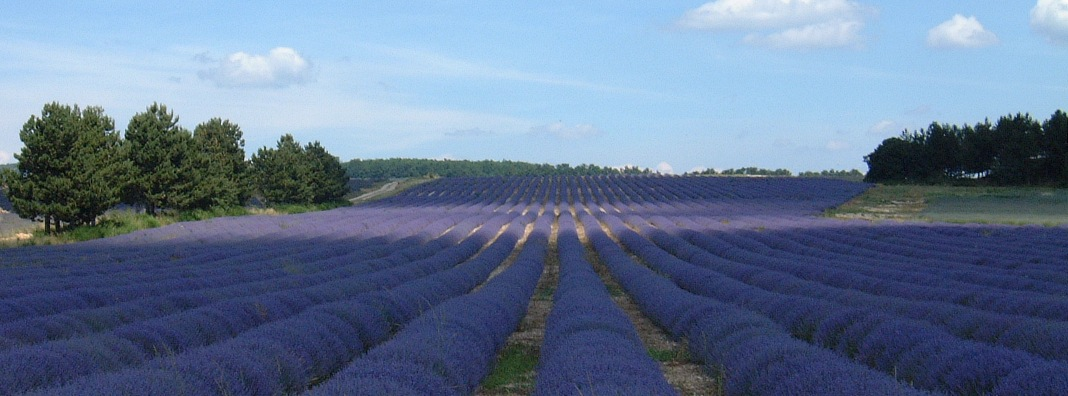
普羅旺斯的薰衣草田

歐舒丹的產品多樣，包括面部護理用品、身體護理用品、沐浴用品、頭髮護理用品、男士專用產品、香水、家居用品等。
全線產品中，除了「L'OCCITANE do Brasil」防曬系列於巴西生產之外，其餘全部都在芒奥斯屈埃生產基地開發及生產，大部份產品都來自當地使用傳統方式生產的廠商。
歐舒丹透過以下途徑鼓勵及保存傳統的耕種方式：
- 支持在上普羅旺斯阿爾卑斯省種植杏仁樹的計劃；
- 在科西嘉島推行有機蠟菊種植計劃，以保護島上的灌木叢林生態；
- 與支持芳香植物發展的組織（如全國芳香和藥用植物跨專業辦公室[15]） 建立合作關係；及
- 鼓勵傳統種植方式，特別是薰衣草的種植。

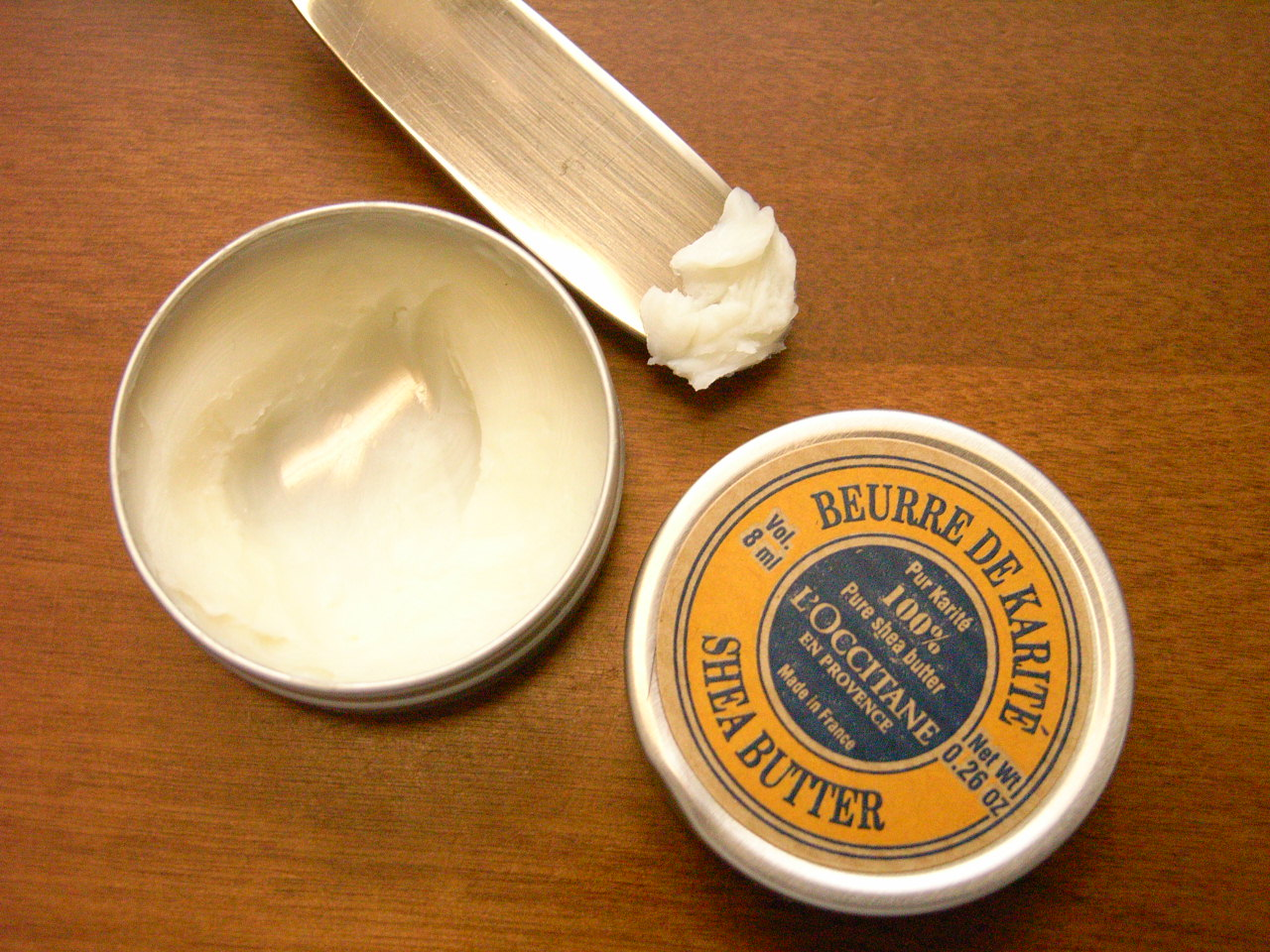
L'OCCITANE乳木果油

另一方面，歐舒丹又直接從非洲國家布基納法索的婦女組織以公平價格購入乳木果作為其原材料之一；乳木果對當地婦女來說十分神聖而且珍貴，被當地人稱為「女性的寶藏」。當地婦女只會撿拾從樹上掉下的果實，而不會直接從樹上採摘或砍伐樹木。
歐舒丹宣稱在開發過程中不會進行動物測試，產品亦不使用動物成份（蜂蜜、蜂王漿及蜂膠等除外），並根據ECOCERT（國際生態認證中心）的有機化妝品認證規格生產。另外，公司加入了Cosmebio組織（一個生態及有機美容產品行業的專業組織），亦與One Voice（一個以停止動物測驗為目標的歐洲聯盟組織）有聯繫。
除了產品銷售外，歐舒丹亦有在多個國家或地區營運名為的水療中心。香港與台北分別設有兩家分店。

## Melvita品牌
歐舒丹於2008年收購及其子公司，交易中還包括有機化妝品品牌Melvita。Melvita於1983年由法國生物學家在阿爾代什省創立，業務範圍主要在法國，以製造生態及有機化妝品為主。1990年，Melvita首度推出有機化妝品系列。其生產同樣取得ECOCERT認證。

## Erborian品牌
2012年7月6日，歐舒丹與韓國Symbiose Cosmetics France S.A.S.簽訂協議，收購後者50.14%的權益，股權提升至63%。Symbiose旗下的Erborian高檔護膚品系列成為歐舒丹集團首個源於亞洲的產品系列。

## L'OCCITANE基金會
L'OCCITANE基金會（La Fondation d'Entreprise L'Occitane） 是一個由歐舒丹建立的私人組織，成立於2006年，五年的預算為3百萬歐元。基金會致力援助服務感官殘障（主要是視障）人士的法國及國際慈善組織，傳承及弘揚普羅旺斯「自然知識」，以及在發展中國家支持以婦女為對象的經濟發展計劃。基金會尤其支持在孟加拉與布基納法索支援視障人士的組織；又支持訓練專業人員，在世界各地進行減盲工作。在法國，基金會正研究在工作間引入視障僱工。歐舒丹為了讓失明及弱視人士能讀取他們產品的資料，所以產品包裝上都附有凸字。歐舒丹的員工受到這一意念所啟發，於1997年建立了一家名為「普羅旺斯感官學院」（Provence dans tous les Sens，意即「普羅旺斯的各種感官」）的香氛學校。學校會贊助世界各地的視障青少年參加比賽，並保送得獎者在學校參與為期一周的工作坊，學習一位失明法國香氛專家研製香氛的歷史，以及製作屬於自己的香氛。
為了保存及延續植物知識，基金會亦會協助博物館宣揚傳統種植，或者幫忙修繕他們的花園。

## 外部連結

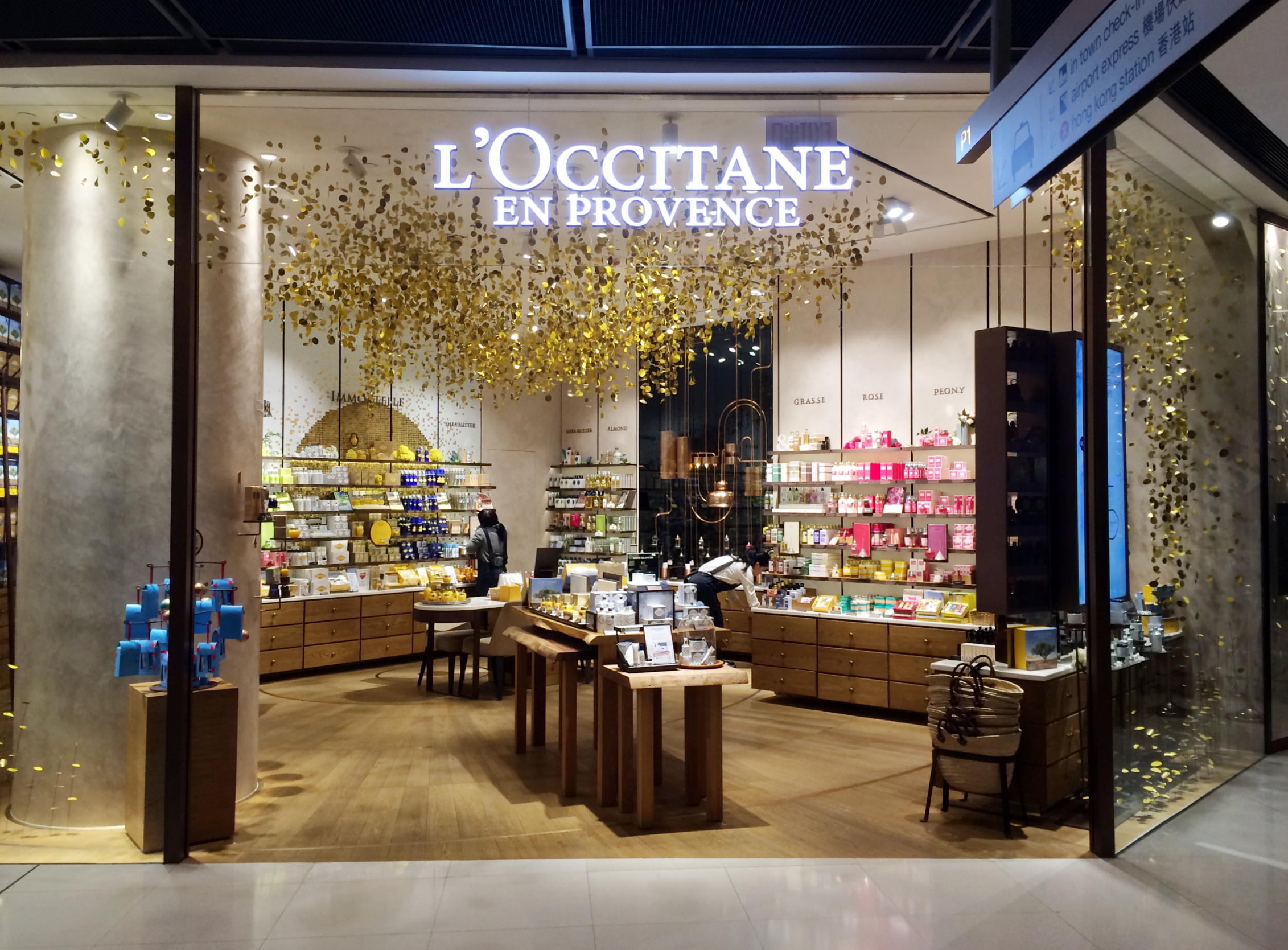
歐舒丹在香港國際金融中心商場分店

- L'Occitane en Provence （页面存档备份，存于）
- L'OCCITANE 欧舒丹官网(中國大陸) （页面存档备份，存于）（简体中文）
  - 普罗旺斯欧舒丹的新浪微博
- L'OCCITANE 歐舒丹官方網站(台灣) （页面存档备份，存于）（繁體中文）
  - L'OCCITANE en Provence的Facebook專頁
- L'OCCITANE en Provence(香港) （页面存档备份，存于）（繁體中文）
  - L'OCCITANE en Provence的Facebook專頁
  - LOCCITANE HK的Instagram帳戶
  - LOCCITANE欧舒丹香港的新浪微博
- L'Occitane en Provence(新加坡) （页面存档备份，存于）（简体中文）
  - L'OCCITANE en Provence的Facebook專頁
- L'OCCITANE en Provence(馬來西亞) （页面存档备份，存于）
  - L'OCCITANE en Provence的Facebook專頁
  - L'OCCITANE Malaysia的Instagram帳戶
- L'OCCITANE Foundation （页面存档备份，存于）
  - Fondation L'OCCITANE的Facebook專頁
- Oliviers & Co網站 （页面存档备份，存于）
- L'OCCITANE en Provence的Instagram帳戶
- L'OCCITANE en Provence(法國) （页面存档备份，存于）
  - L'OCCITANE en Provence的Facebook專頁
  - L'Occitane en Provence France的Instagram帳戶
  - L'OCCITANE的X（前Twitter）